# Скеді (Оклахома)
Скеді (англ. Skedee) — місто (англ. town) в США, в окрузі Поні штату Оклахома. Населення — 62 особи (2020).

## Географія
Скеді розташоване за координатами 36°22′50″ пн. ш. 96°42′14″ зх. д. / 36.38056° пн. ш. 96.70389° зх. д. (36.380430, -96.703909).  За даними Бюро перепису населення США в 2010 році місто мало площу 0,35 км², уся площа — суходіл.

## Демографія
Згідно з переписом 2010 року, у місті мешкала 51 особа в 23 домогосподарствах у складі 15 родин. Густота населення становила 148 осіб/км².  Було 28 помешкань (81/км²).
Расовий склад населення:
| - 96,1 % — білих |

До двох чи більше рас належало 3,9 %. Частка іспаномовних становила 0,0 % від усіх жителів.
За віковим діапазоном населення розподілялося таким чином: 23,5 % — особи молодші 18 років, 66,7 % — особи у віці 18—64 років, 9,8 % — особи у віці 65 років та старші. Медіана віку мешканця становила 32,8 року. На 100 осіб жіночої статі у місті припадало 112,5 чоловіків;  на 100 жінок у віці від 18 років та старших — 129,4 чоловіків також старших 18 років.
Середній дохід на одне домашнє господарство  становив 38 350 доларів США (медіана — 32 500), а середній дохід на одну сім'ю — 37 967 доларів (медіана — 32 917). За межею бідності перебувало 25,9 % осіб, у тому числі 50,0 % дітей у віці до 18 років та 0,0 % осіб у віці 65 років та старших.
Цивільне працевлаштоване населення становило 23 особи. Основні галузі зайнятості: фінанси, страхування та нерухомість — 21,7 %, освіта, охорона здоров'я та соціальна допомога — 21,7 %, роздрібна торгівля — 13,0 %, мистецтво, розваги та відпочинок — 13,0 %.